# Vacuna DPT
La vacuna DPT o vacuna DTP es una clase de vacunas combinadas para proteger contra tres enfermedades infecciosas en humanos: difteria, tos ferina y tétanos.
Los niños deben recibir cinco dosis de DPT: a los 2 meses de edad, luego a los 4 meses, a los 11 meses  (estas tres DPT van incluidas en la vacuna llamada pentavalente), a los 18 meses y a los 4-6 años (solamente como DPT).
Vacuna DT es la denominación para la vacuna contra la difteria y el tétanos.

## Vacuna contra la difteria

### Difteria

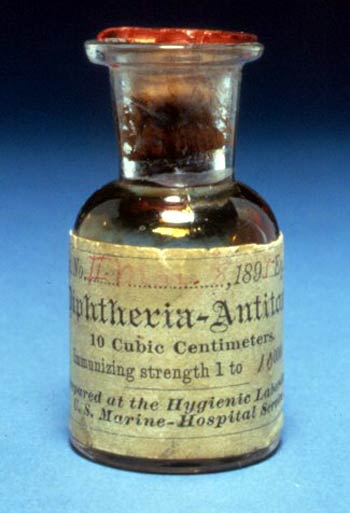
Una de las primeras botellas de antitoxina diftérica (1895)

La difteria es una enfermedad causada por la bacteria Corynebacterium diphteriae que se transmite principalmente por el contacto con una persona enferma o con un portador sano. Corynebacterium diphteriae produce una toxina llamada exotoxina diftérica, que es la responsable de las manifestaciones de la difteria.

### Composición y presentación de la vacuna contra la difteria
La vacuna contra la difteria se produce por medio del crecimiento de Corynebacterium diphteriae en un medio líquido para que produzca exotoxina diftérica, que se recupera por medio de un filtrado y se inactiva con formaldehído para convertir la toxina en toxoide. La presentación de la vacuna es el toxoide adsorbido en sales de aluminio y conservado con tiomersal.
La vacuna contra la difteria se encuentra con frecuencia en las siguientes presentaciones:

- Bivalente: difteria, tétanos (DT y Td con menor toxina diftérica)

- Trivalente: difteria, tétanos, pertussis (DPT, dTp)
Existen formas monovalentes y la presentación junto con otras vacunas. La vacuna contra la difteria debe conservarse entre 2 °C y 8 °C.
La vacuna DPT o triple bacteriana contiene los toxoides diftérico y tetánico elaborados en formol, purificados y absorbidos, así como los inmunógenos derivados de B. pertussis.

### Inmunogenicidad y eficacia
Después de la administración de un esquema completo de vacunación, con cuatro dosis en niños y tres en adultos, se ha encontrado que el 95% de las personas vacunadas tienen un nivel óptimo de inmunidad frente a la enfermedad. 
Con el tiempo, los niveles de anticuerpos detectados en sangre disminuyen, pero pueden encontrarse títulos protectores hasta por 10 años después de la última dosis. 

### Efectos adversos
Las reacciones locales, tales como eritema, induración y dolor local, son comunes en el sitio de la inyección.
Las reacciones sistémicas suelen ser de hipersensibilidad tipo III (tipo Arthus) y se presentan sobre todo en personas que han recibido múltiples dosis de recuerdo. Se presenta con una reacción local importante. Son poco frecuentes la fiebre y otros datos sistémicos.

## Vacuna contraBordetella pertussis

### Tos ferina o convulsa
La tos ferina o tosferina o tos convulsa es una enfermedad causada por la bacteria Bordetella pertussis que se transmite por contacto directo con las secreciones respiratorias de personas enfermas. Es una enfermedad altamente contagiosa y se ha visto que la fuente más importante de contagio para los niños son los adultos no vacunados o previamente vacunados pero cuya inmunidad ha desaparecido con el tiempo.

### Composición y presentación de la vacuna contraB. pertussis
Existen principalmente dos tipos de vacunas contra Bordetella pertussis, que son la vacuna de células enteras y la vacuna acelular. La vacuna de células enteras se abrevia como Pe (Pertussis entera) o Pw (Pertussis whole), que es la que va a dar la vacuna DTPw o DTPe. La vacuna acelular se abrevia como Pa (Pertussis acelular).
La vacuna de células enteras, Pe o Pw, está compuesta por suspensiones de Bordetella pertussis inactivadas mediante calor, formaldehído o glutaraldehido y posteriormente adsorbidas en hidróxido o fosfato de aluminio.
Generalmente, la presentación es en combinación con la vacuna contra la difteria y el tétanos (DPT), aunque puede encontrarse la vacuna contra B. pertussis combinada con otras vacunas.
La vacuna acelular o Pa está compuesta por fragmentos proteicos de la bacteria que inducen una respuesta inmunológica. La vacuna puede contener toxina de pertussis (TP o Td), pertactina (PER), hemaglutinina filamentosa (HAF) y fimbrias 2 y 3, purificado e inactivado. 
En Japón se emplean dos tipos de vacunas acelulares, que son la tipo jhu B (Biken) y la tipo T (Takeda), que difieren en función de la proporción de TP y de HAF. En Estados Unidos y en Europa, se emplean dos vacunas DPT acelulares, que son la Lederle-Takeda y la Conaught-Biken. Se ha encontrado que la reactogenicidad de las vacunas acelulares empleadas actualmente es mucho menor que la de las vacunas de células enteras, por lo que se prefieren debido a que tienen menos efectos secundarios.

### Inmunogenicidad y eficacia
La eficacia es del 70 al 90% en los primeros 2 a 5 años después de la aplicación de la vacuna, con disminución de la inmunidad con el tiempo hasta que tras cerca de 12 años de la administración de la última dosis, se pierde la inmunidad frente a Bordetella pertussis.

### Efectos adversos
Las vacunas de células enteras Pe o Pw se distinguen de las vacunas acelulares o Pa por su alta tasa de efectos secundarios.
Las vacunas de células enteras suelen tener reacciones leves. Las reacciones locales se presentan aproximadamente en el 50% de las personas vacunadas, en el sitio de inyección. Las más comunes son eritema (1 de cada 3 dosis), tumefacción (2 de 5 dosis) y dolor (1 de 2 dosis).
Las reacciones sistémicas leves aparecen generalmente entre 4 y 12 horas de la administración y son autolimitadas. Las más frecuentes son la fiebre (1 de 2 dosis), somnolencia (1 de 3 dosis), irritabilidad (1 de 2 dosis), anorexia, vómitos, tos leve y malestar general.
Las reacciones graves son raras y los datos más comunes son la aparición de fiebre de más de 40 °C, llanto por más de 3 horas (1 de 100 dosis), convulsiones aisladas y episodios hipotónico-hiporeactivos (1 en 1750 dosis). Estas manifestaciones no tienen consecuencias a largo plazo.

## Vacuna contra el tétanos

### Tétanos
El agente responsable del tétanos es una bacteria llamada Clostridium tetani. Se encuentra habitualmente es el tracto intestinal humano y de algunos animales, por lo que es frecuente detectar sus esporas en sitios que pudieran estar contaminados por materia fecal como en la tierra. La infección por tétanos se da por la entrada de la bacteria al organismo, por medio de una herida especialmente si hay necrosis tisular o algún cuerpo extraño. La responsable de las manifestaciones del tétanos es la toxina tétanoespasmina, producida por Clostridium tetani una vez que está en el organismo al que infecta.

### Composición y presentación de la vacuna
Es un compuesto proteico obtenido a partir de la toxina tetánica y modificado por el calor y el formol. Se purifica el toxoide tetánico y se adsorbe en hidróxido o fosfato de aluminio. La vacuna antitetánica puede tener conservantes como tiomersal. 
La presentación de la vacuna antitetánica puede ser:
- Monovalente: toxoide tetánico aislado (TT)
- Bivalente: combinación de toxoide tetánico con toxoide diftérico (difteria-tétanos (DT) o tétanos difteria tipo adulto (Td))
- Trivalente o DPT: combinación de toxoide tetánico, diftérico con vacuna contra Bordetella pertussis (difteria-tétanos-tos ferina (DTPw, DTPa y dTpa)
El toxoide tetánico se administra en dosis de 0,5 ml, ya sea en su presentación monovalente o en las combinadas. La vacuna antitetánica debe conservarse a temperaturas comprendidas entre 2 °C y 8 °C, evitando su congelación. Debe protegerse de la luz.

### Inmunogenicidad y eficacia
Después de un esquema completo de vacunación contra el tétanos, cerca del 100% de las personas desarrollan inmunidad contra la enfermedad. Los niveles de anticuerpos caen con el tiempo, y en la mayoría de las personas, después de 10 años de la última dosis, el nivel de anticuerpos contra la toxina tetánica es mínimo.

### Efectos adversos
La vacuna antitetánica presenta usualmente buena tolerancia. Los efectos adversos más frecuentes son las reacciones locales que aparecen a las 4 a 8 horas de la inyección. Existe una relación entre este tipo de reacciones y el número de dosis recibidas. Son raros los efectos sistémicos adversos como fiebre, cefalea, mialgia, anorexia y vómito.
Se ha descrito el aumento de la viremia en pacientes con VIH con la aplicación de la vacuna antitetánica, pero esta es transitoria y no es una contraindicación para la administración de la vacuna.

## Distintas presentaciones
La DPT es una vacuna contra la difteria, tos ferina y tétanos, por lo que se emplea en la inmunización activa contra estas tres enfermedades. La dosis es de 0.5 mL con 30 Lf (unidades de floculación) de toxoide diftérico, 25 Lf de toxoide tetánico y el correspondiente a 10 x 109 células de Bordetella pertussis en el caso de la vacuna de células enteras, adsorbidos en gel de sales de aluminio. Se administra por vía intramuscular profunda.
Cada 0.5 ml de vacuna DPT pueden contener hasta 30 UI de antígeno diftérico purificado y adsorbido, 40-60 UI de antígeno tetánico purificado y adsorbido y al menos 4 UI de B. pertussis. Agente conservador: timerosal. Adyuvante: hidróxido de aluminio o fosfato de aluminio.
La vacuna dTpa es una vacuna contra la difteria, tétanos y pertussis que se emplea en Estados Unidos en adolescentes y adultos para dar las dosis de refuerzo cada 5 a 10 años, en lugar de la vacuna Td. Tienen concentraciones reducidas del toxoide diftérico y de B. pertussis, para prevenir reacciones.
La vacuna DT se emplea para la inmunización activa contra la difteria y el tétanos. Se emplea en personas que tengan contraindicado recibir la vacuna contra pertussis. La dosis es de 0.5 mL con 30 Lf de toxoide diftérico y 25 Lf de toxoide tetánico adsorbido en gel de sales de aluminio. Se administra por vía intramuscular profunda.
La vacuna Td se utiliza para la inmunización activa contra la difteria y tétanos. Se emplea en mayores de siete años que reciben dosis de refuerzo cada 5 a 10 años y en mujeres embarazadas. La dosis es de 0.5 mL con 3-5 Lf de toxoide diftérico y 20 Lf de toxoide tetánico adsorbida en gel de sales de aluminio. Se administra por vía intramuscular profunda.

### DPTw y DPTa
Existen principalmente dos tipos de vacunas contra Bordetella pertussis, que son la vacuna de células enteras y la vacuna acelular. La vacuna de células enteras se abrevia como Pe (Pertussis entera) o Pw (Pertussis whole), que es la que va a dar la vacuna DTPw o DTPe. La vacuna acelular se abrevia como Pa (Pertussis acelular).
La vacuna de células enteras, Pe o Pw está compuesta por suspensiones de Bordetella pertussis inactivadas mediante calor, formaldehído o glutaraldehído y posteriormente adsorbidas en hidróxido o fosfato de aluminio. La vacuna acelular o Pa está compuesta por fragmentos proteicos de la bacteria que inducen una respuesta inmunológica. La vacuna puede contener toxina de pertussis (TP), pertactina (PER), hemaglutinina filamentosa (HAF) y fimbrias 2 y 3, purificado e inactivado.
La ventaja de la vacuna acelular es que causa muchos menos efectos secundarios (cerca de un 90 % menos), tales como dolor local, eritema y fiebre. Ambas vacunas parecen inducir inmunidad con la misma eficiencia, pero se acepta que debido a la menos reactogenicidad, la DTPa es más segura.
En la mayor parte de los países desarrollados, se ha abandonado la DTPw a favor de la DTPa. Sin embargo, debido a que la DTPw es mucho más barata, los países en vías de desarrollo siguen empleando la DTPw.

## Esquema de vacunación
Se recomienda la inmunización universal contra la difteria, tos ferina y tétanos a partir de los 2-3 meses de vida utilizando la vacuna combinada DTP o DTPa. La vacunación en adultos está recomendada en quienes no hayan sido vacunados en la infancia o en individuos en los que hayan pasado más de 10 años desde la última dosis de refuerzo. Las dosis de refuerzo en el adolescente y adulto se dan con Td o con dTpa cada 10 años.
Se deben dar tres dosis de DTP o DTPa a partir del segundo a tercer mes de vida, con un intervalo de 4 a 8 semanas, de tal forma que se da aproximadamente a los 2, 4 y 6 meses. Se da una cuarta dosis a los 15 a 18 meses y una dosis de refuerzo a los 4 a 6 años de edad. Posteriormente, se dan dosis de refuerzo con Td o dTpa cada 10 años. 
Si se vacuna a individuos mayores de 7 años, se dan tres dosis de Td, las dos primeras separadas por un intervalo de 1-2 meses y la tercera entre los 6 meses y un año de la segunda dosis. Debe administrarse una dosis de refuerzo cada 10 años con Td o dTpa.

### México
El esquema de vacunación en México consiste en la vacunación a los 2, 4 y 6 meses con DPT o DPTa. Se da una cuarta dosis a los 18 meses y una quinta dosis entre los 4 y los 6 años de edad. Las dosis de refuerzo se dan cada 10 años con DPTa, dPTa o Td.
Las vacunas disponibles son de GlaxoSmithKline y Aventis Pasteur. Se comercializan las formas DPTa y en combinación con otras vacunas como vacuna contra la poliomielitis IPV para polio, Hib para Haemophilus influenzae tipo b y HB para hepatitis B.
Vía de administración: Intramuscular. Se debe aplicar en el tercio medio de la cara anterolateral externa del muslo derecho en los menores de 18 meses de edad. Para mayores de 18 meses de edad y dependiendo de su masa muscular, aplicar en la región deltoidea del brazo derecho.
Dosis: 0.5 ml de vacuna reconstituida.

## Reacciones ante la vacuna DPT
Se cree que la mayor parte de las reacciones a la vacuna DPT son provocadas por el componente de pertussis. Pueden ocurrir reacciones moderadas a la vacuna DPT en el 0.1 a 1 % de los pacientes vacunados, incluyendo llanto por más de tres horas y fiebre de hasta 40 °C.
Las reacciones severas tras la vacunación con DPT son muy raras e incluyen reacciones alérgicas severas, crisis convulsivas, disminución del estado de conciencia e incluso la muerte. Estos eventos neurológicos severos ocurren en cerca de 1 de cada 140 000 dosis de DPT.
En 1994, el Institute of Medicine de la Academia Nacional de Ciencias de los Estados Unidos reportó que, si se manifiestan síntomas de un daño neurológico en los primeros 7 días después de recibir una dosis de DPT, este daño podría llegar a ser permanente. El comité hace énfasis en que no se ha demostrado que sea una relación causal, sino simplemente que estos dos hechos están relacionados. Esto ocurre en 0 a 10.5 casos por cada millón de dosis de DPT.
Las vacunas de pertussis acelular se consideran más seguras que las vacunas de célula entera, por lo que desde 2002 han reemplazado a éstas en Estados Unidos.

## Contraindicaciones
Debido a que es la vacuna que produce el mayor número de reacciones, la vacuna contra pertussis es quien tiene contraindicaciones más específicas. Las siguientes son contraindicaciones absolutas de la vacuna antipertussis :
- Reacciones anafilácticas agudas. 
- Aparición de encefalopatía en los 7 primeros días tras la administración de la vacuna. 
Se debe evaluar de forma individual los individuos que hayan presentado otras reacciones consideradas como graves a la vacuna DPT y a los niños con enfermedades neurológicas progresivas.
La vacuna DPT y sus variantes no deben administrarse en el transcurso del primer año tras la primovacunación o aplicación de una dosis de recuerdo, ya que favorece la aparición de reacciones de hipersensibilidad. La DTP puede administrarse de forma simultánea a otras vacunas.
Las inmunodeficiencias congénitas o adquiridas y la administración de tratamiento inmunosupresor tal como esteroides, antimetabolitos o radioterapia, pueden disminuir la respuesta inmunológica ante la vacuna. Esto no es como tal una contraindicación para la vacunación, pero puede que el individuo vacunado no desarrolle la inmunidad contra la enfermedad. En el caso de un tratamiento inmunosupresor que se suspenda a corto plazo, se debe procurar posponer la vacunación hasta un mes tras la finalización de éste, para obtener una respuesta inmunológica adecuada y garantizar que el individuo tenga inmunidad contra la enfermedad.